# Cobaea lutea
Cobaea lutea är en blågullsväxtart som beskrevs av David Don. Cobaea lutea ingår i släktet Cobaea, och familjen blågullsväxter. Inga underarter finns listade i Catalogue of Life.